# Manon Bollegraf
Manon Bollegraf (* 10. April 1964 in ’s-Hertogenbosch) ist eine ehemalige niederländische Tennisspielerin.

## Karriere
Bollegraf war in ihrer Karriere vor allem im Doppel erfolgreich. Sie gewann 26 Turniere auf der WTA Tour. 1997 stand sie mit ihrer Doppelpartnerin Nicole Arendt im Finale von Wimbledon, das die beiden gegen Gigi Fernández und Natallja Swerawa verloren. Mit Nicole Arendt erreichte sie im Jahr 2000 auch das Finale der WTA Tour Championships.
Ihren einzigen WTA-Turniersieg im Einzel errang sie 1989 in Oklahoma auf Hartplatz.
Im Mixed gewann sie vier Grand-Slam-Titel; mit Tom Nijssen 1989 die French Open und 1991 die US Open – 1993 waren die beiden Finalisten in Wimbledon; zusammen mit Rick Leach gewann sie 1997 sowohl die Australian Open als auch die US Open.
Bei den Olympischen Spielen 1996 in Atlanta trat sie im Doppel an und erreichte an der Seite von Brenda Schultz-McCarthy den vierten Platz.
Von 1988 bis 1999 spielte Bollegraf für die niederländische Fed-Cup-Mannschaft. 1997 gehörte sie zu der Mannschaft, die das Finale erreichte und dort Frankreich unterlag. In ihrer Fed-Cup-Bilanz stehen fünf Siege und sechs Niederlagen im Einzel (10:9 im Doppel) zu Buche.
Im November 2000 erreichte sie an der Seite von Nicole Arendt noch einmal das Endspiel im Masters, das sie in zwei Sätzen gegen Martina Hingis und Anna Kurnikowa verloren. Es war ihr letzter Auftritt auf der Tour.

## Turniersiege

### Einzel
| Nr. | Datum        | Turnier       | Kategorie   | Belag             | Finalgegnerin | Ergebnis  |
| --- | ------------ | ------------- | ----------- | ----------------- | ------------- | --------- |
| 1.  | Juni 1986    | Birmingham    | ITF $10.000 | Sand              | Susan Leo     | 6:1, 6:1  |
| 2.  | Juni 1986    | Seabrook      | ITF $25.000 | Sand              | Amy Schwartz  | 6:2, 7:66 |
| 3.  | 5. März 1989 | Oklahoma City | WTA Tier V  | Hartplatz (Halle) | Leila Mes’chi | 6:4, 6:4  |

### Doppel
| Nr. | Datum         | Turnier            | Kategorie    | Belag             | Partnerin              | Finalgegnerinnen                       | Ergebnis       |
| --- | ------------- | ------------------ | ------------ | ----------------- | ---------------------- | -------------------------------------- | -------------- |
| 1.  | Januar 1986   | San Antonio        | ITF $10.000  | Hartplatz         | Marianne van der Torre | Dinky Van Rensburg Clare Wood          | 7:5, 6:74, 6:4 |
| 2.  | Juni 1986     | Fayettesville      | ITF $10.000  | Hartplatz         | Carin Bakkum           | Digna Ketelaar Themis Zambrzycki       | 6:3, 7:63      |
| 3.  | Juni 1986     | Seabrook           | ITF $25.000  | Sand              | Lise Gregory           | Alison Scott Michelle Turk             | 6:2, 6:1       |
| 4.  | Mai 1988      | Straßburg          | WTA Tier V   | Sand              | Nicole Provis          | Jenny Byrne Janine Thompson            | 7:5, 6:7, 6:3  |
| 5.  | Februar 1989  | Wichita            | WTA Tier V   | Hartplatz (Halle) | Lise Gregory           | Sandy Collins Leila Mes’chi            | 6:2, 7:6       |
| 6.  | Juli 1989     | Brüssel            | WTA Tier V   | Sand              | Mercedes Paz           | Carin Bakkum Simone Schilder           | 6:1, 6:2       |
| 7.  | Oktober 1989  | Bayonne            | WTA Tier V   | Hartplatz (Halle) | Catherine Tanvier      | Elna Reinach Raffaella Reggi           | 7:6, 7:5       |
| 8.  | November 1989 | Brentwood          | WTA Tier V   | Hartplatz (Halle) | Meredith McGrath       | Natalija Medwedjewa Leila Mes’chi      | 1:6, 7:6, 7:6  |
| 9.  | Februar 1990  | Wichita            | WTA Tier IV  | Hartplatz (Halle) | Meredith McGrath       | Mary-Lou Daniels Wendy White           | 6:0, 6:2       |
| 10. | Oktober 1990  | Zürich             | WTA Tier II  | Teppich (Halle)   | Eva Pfaff              | Catherine Suire Dianne Van Rensburg    | 7:5, 6:4       |
| 11. | Oktober 1991  | Leipzig            | WTA Tier III | Teppich (Halle)   | Isabelle Demongeot     | Jill Hetherington Kathy Rinaldi        | 6:4, 6:3       |
| 12. | Januar 1992   | Midland            | ITF $25.000  | Sand              | Meredith McGrath       | Helen Kelesi Caroline Vis              | 6:3, 6:1       |
| 13. | Mai 1992      | Waregem            | WTA Tier V   | Sand              | Caroline Vis           | Olena Brjuchowez Petra Langrová        | 6:4, 6:3       |
| 14. | März 1993     | Houston            | WTA Tier II  | Sand              | Katrina Adams          | Jewgenija Manjukowa Radka Zrubáková    | 6:3, 5:7, 7:6  |
| 15. | November 1993 | Québec             | WTA Tier III | Teppich (Halle)   | Katrina Adams          | Katerina Maleewa Nathalie Tauziat      | 6:4, 6:4       |
| 16. | November 1993 | Philadelphia       | WTA Tier I   | Teppich (Halle)   | Katrina Adams          | Conchita Martínez Larisa Neiland       | 6:2, 4:6, 7:6  |
| 17. | März 1994     | Houston            | WTA Tier II  | Sand              | Martina Navratilova    | Katrina Adams Zina Garrison            | 6:4, 6:2       |
| 18. | Oktober 1994  | Zürich             | WTA Tier I   | Teppich (Halle)   | Martina Navratilova    | Patty Fendick Meredith McGrath         | 7:6, 6:1       |
| 19. | Oktober 1994  | Brighton           | WTA Tier II  | Teppich (Halle)   | Larisa Neiland         | Mary Joe Fernández Jana Novotná        | 4:6, 6:2, 6:3  |
| 20. | April 1995    | Hilton Head Island | WTA Tier I   | Sand              | Nicole Arendt          | Gigi Fernández Natallja Swerawa        | 0:6, 6:3, 6:4  |
| 21. | April 1995    | Houston            | WTA Tier II  | Sand              | Nicole Arendt          | Wiltrud Probst Rene Simpson            | 6:4, 6:2       |
| 22. | Juni 1995     | Birmingham         | WTA Tier III | Rasen             | Rennae Stubbs          | Nicole Bradtke Kristine Radford        | 3:6, 6:4, 6:4  |
| 23. | Oktober 1995  | Zürich             | WTA Tier I   | Hartplatz (Halle) | Nicole Arendt          | Chanda Rubin Caroline Vis              | 6:4, 6:7, 6:4  |
| 24. | November 1995 | Québec             | WTA Tier III | Teppich (Halle)   | Nicole Arendt          | Lisa Raymond Rennae Stubbs             | 7:6, 4:6, 6:2  |
| 25. | März 1996     | Linz               | WTA Tier III | Teppich (Halle)   | Meredith McGrath       | Rennae Stubbs Helena Suková            | 6:4, 6:4       |
| 26. | Mai 1996      | Edinburgh          | WTA          | Sand              | Nicole Arendt          | Gigi Fernández Natallja Swerawa        | 6:3, 2:6, 7:6  |
| 27. | Februar 1997  | Hannover           | WTA Tier II  | Teppich (Halle)   | Nicole Arendt          | Larisa Neiland Brenda Schultz-McCarthy | 4:6, 6:3, 7:6  |
| 28. | Mai 1997      | Rom                | WTA Tier I   | Sand              | Nicole Arendt          | Conchita Martínez Patricia Tarabini    | 6:2, 6:4       |
| 29. | Mai 1996      | Edinburgh          | WTA          | Sand              | Nicole Arendt          | Rachel McQuillan Nana Miyagi           | 6:1, 3:6, 7:5  |
| 30. | August 1997   | Atlanta            | WTA Tier II  | Hartplatz         | Nicole Arendt          | Alexandra Fusai Nathalie Tauziat       | 6:7, 6:3, 6:2  |

## Abschneiden bei Grand-Slam-Turnieren

### Einzel
| Turnier         | 1987 | 1988 | 1989 | 1990 | 1991 | 1992 | 1993 | 1994 | 1995 | Karriere |
| --------------- | ---- | ---- | ---- | ---- | ---- | ---- | ---- | ---- | ---- | -------- |
| Australian Open | 2    | 2    | 3    | 2    | 1    | 1    | 1    | 1    | 2    | 3        |
| French Open     | 2    | 1    | 3    | 1    | 1    | VF   | 1    | 1    | —    | VF       |
| Wimbledon       | —    | 2    | 1    | 1    | 3    | 2    | 1    | 1    | —    | 3        |
| US Open         | —    | 2    | 2    | 2    | 1    | —    | 1    | 1    | 2    | 2        |

Zeichenerklärung: S = Turniersieg; F, HF, VF, AF = Einzug ins Finale / Halbfinale / Viertelfinale / Achtelfinale; 1, 2, 3 = Ausscheiden in der 1. / 2. / 3. Hauptrunde; Q1, Q2, Q3 = Ausscheiden in der 1. / 2. / 3. Runde der Qualifikation; n. a. = nicht ausgetragen

### Doppel
| Turnier         | 1987 | 1988 | 1989 | 1990 | 1991 | 1992 | 1993 | 1994 | 1995 | 1996 | 1997 | 1998 | 1999 | 2000 | Karriere |
| --------------- | ---- | ---- | ---- | ---- | ---- | ---- | ---- | ---- | ---- | ---- | ---- | ---- | ---- | ---- | -------- |
| Australian Open | 1    | VF   | 2    | 1    | VF   | VF   | AF   | VF   | HF   | HF   | VF   | VF   | VF   | —    | HF       |
| French Open     | 1    | 2    | 2    | AF   | AF   | VF   | VF   | AF   | AF   | VF   | VF   | AF   | 2    | AF   | VF       |
| Wimbledon       | 2    | AF   | AF   | 1    | VF   | AF   | 1    | HF   | AF   | AF   | F    | AF   | VF   | 2    | F        |
| US Open         | —    | 1    | 2    | AF   | VF   | —    | AF   | VF   | 2    | VF   | HF   | 2    | VF   | 1    | HF       |

### Mixed
| Turnier         | 1988 | 1989 | 1990 | 1991 | 1992 | 1993 | 1994 | 1995 | 1996 | 1997 | 1998 | 1999 | 2000 | Karriere |
| --------------- | ---- | ---- | ---- | ---- | ---- | ---- | ---- | ---- | ---- | ---- | ---- | ---- | ---- | -------- |
| Australian Open | —    | HF   | —    | 1    | AF   | AF   | AF   | 1    | AF   | S    | 1    | HF   | —    | S        |
| French Open     | HF   | S    | 2    | 1    | HF   | AF   | 2    | 2    | HF   | HF   | VF   | 2    | 2    | S        |
| Wimbledon       | 1    | AF   | AF   | 2    | HF   | F    | 1    | 1    | 1    | VF   | 1    | AF   | VF   | F        |
| US Open         | —    | HF   | VF   | S    | —    | VF   | 1    | 1    | F    | S    | 1    | 1    | —    | S        |